# Idaea fuscicosta
Idaea fuscicosta là một loài bướm đêm trong họ Geometridae.